# Amurska plošča
Amurska plošča (občasno tudi Kitajska plošča) je manjša tektonska plošča na severni in vzhodni polobli. Pokriva Mandžurijo, Korejski polotok, zahodno Japonsko in Primorski okraj v Rusiji. Včasih so mislili, da je del Evrazijske plošče, a se geologi danes strinjajo, da je posebna enota, ki se giblje jugovzhodno glede na Evrazijsko ploščo. Amurska plošča se imenuje po reki Amur, ki tvori mejo med Rusijo in Kitajsko. Na severu, zahodu in jugozahodu meji na Evrazijsko ploščo, na vzhodu na Ohotsko ploščo, na jugovzhodu na Filipinsko ploščo in na Okinavsko ploščo na ploščo Jangce.
Bajkalski celinski greben velja za mejo med Amursko in Evrazijsko ploščo. GPS-meritve nakazujejo, da se plošča počasi rotira v obratni smeri urinega kazalca. Premika se 10 mm/leto proti jugu (glede na Afriško ploščo).
Amurska plošča je bila verjetno vpletena v potres Tanšan leta 1976 na Kitajskem.